# Petra Beydals
Pieternella (Petra) Beydals (Kralingen, 2 oktober 1892 – Rotterdam, 14 december 1976) was een Nederlands archivaris en conservator. Ze was de eerste vrouw die, in 1914, als betaald medewerker werd aangesteld bij het Algemeen Rijksarchief in Den Haag. In 1917 stapte ze over naar het gemeentearchief in Delft, waar ze haar archiefdiploma haalde en uiteindelijk plaatsvervangend gemeentearchivaris werd. In 1947 werd ze conservatrice van het Historisch Museum Rotterdam, dat toen onderdeel uitmaakte van Museum Boymans van Beuningen.

## Biografie
Beydals werd geboren in Kralingen als dochter van Abraham Carel Beydals, een marineofficier, en Antoinette Maria Magdalena Smalt. Ze doorliep de hbs in Den Haag en werkte daarna onder andere als secretaresse. In 1914 werd ze aangesteld als klerk bij het Algemeen Rijksarchief. Daar werkten op dat moment al meerdere vrouwen maar allen op vrijwillige basis. Petra Beydals was de eerste vrouw die er een betaalde functie kreeg. Het werk wekte haar interesse en nadat ze de overstap had gemaakt naar het gemeentearchief van Delft, besloot ze ook de archiefopleiding te volgen. Ze werd er uiteindelijk plaatsvervangend gemeentearchivaris.
In 1947 werd ze aangesteld als conservatrice van het Rotterdamse Museum van Oudheden, dat al sinds 1929 tot Museum Boymans behoorde en zwaar was verwaarloosd. Ze kreeg de opdracht de collectie te laten herrijzen als het Historisch Museum Rotterdam. Vanaf 1953 werd de collectie getoond in het Schielandshuis. Beydals’ grootste interesse ging uit naar de voorwerpen van kunst en kunstnijverheid waarmee de Rotterdamse elite zich in de achttiende en negentiende eeuw omringde. Dat kwam onder andere tot uiting in het historisch poppenhuis dat zij tussen 1954 en 1957 liet vervaardigen. Dat stelt het luxe pand aan de Leuvehaven voor, waar de broers Jan en Pieter Bisschop in de 18e eeuw hun verzamelingen onderbrachten. Het poppenhuis is nog altijd onderdeel van de collectie van Museum Rotterdam en werd van december 2024 tot en met april 2025 getoond in een pop-up tentoonstelling aan de Coolhaven.
In 1960 ging Beydals, 68 jaar oud, met pensioen en werd ze benoemd tot Ridder in de Orde van Oranje Nassau. In de jaren die volgden, raakte ze verstrikt in een bittere strijd met haar opvolger, Carel Jan de Ry van Beest Holle, die haar ervan betichtte archiefmateriaal van het museum ontvreemd te hebben. De gemeente Rotterdam spande een kort geding aan, maar in 1965 stelde de rechtbank haar in het gelijk en hoefde zij haar onderzoeksgegevens niet terug te geven.
Ze overleed in 1976, 84 jaar oud. Dolf Meyerman, de toenmalige directeur van het Historisch Museum Rotterdam, schreef een in memoriam over haar in het Rotterdamsch Jaarboekje van 1977. Daarin prees hij haar inzet maar omschreef hij haar ook als een eigenzinnige vrouw die haar mening niet onder stoelen of banken stak en zelfs te boek stond als grillig, eigenzinnig en zelfs militant. NRC prees vooral haar tomeloze inzet en haar grote speurzin, die ze ongetwijfeld te danken had aan haar achtergrond als archivaris.
- Nederlandse Thesaurus van Auteursnamen: 073026883
- Système universitaire de documentation: 271544678
- Virtual International Authority File: 288518510